# Gert Neumann
Gert Neumann (zeitweise verheiratet Gert Härtl; * 2. Juli 1942 in Heilsberg, Ostpreußen) ist ein deutscher Schriftsteller.

## Leben
Gert Neumann ist Sohn der Schriftstellerin Margarete Neumann und Bruder der Bildhauerin Dorothee Rätsch.  Nach der Flucht seiner Familie aus Ostpreußen lebte er ab 1946 im Gutshaus des mecklenburgischen Dorfes Cosa, ab 1949 in Halle (Saale) und ab 1951 in Hohen Neuendorf bei Berlin. Er arbeitete als Traktorist, bevor er das Studium am Institut für Literatur Johannes R. Becher in Leipzig aufnahm. Im Sommer 1968 war er Teilnehmer der Stauseelesung von Leipzig, die weitere politische Repressalien, aber auch die Entdeckung Wolfgang Hilbigs als Lyriker zur Folge hatte. 1969 wurde er, ein Jahr vor seiner damaligen Frau, der Dichterin Heidemarie Härtl (1943–1993), exmatrikuliert und aus der SED ausgeschlossen. Aus der Ehe mit Heidemarie Härtl ging der Sohn Holden Härtl hervor, der heute Professor für Anglistische Sprachwissenschaft an der Universität Kassel ist.
Später arbeitete Neumann als Bühnenhandwerker, Kesselreiniger und Bauschlosser in einem Kaufhaus und einem Krankenhaus in Leipzig. Auf offiziellem Weg konnte er in der DDR nicht publizieren und ließ in illegaler Weise in Westdeutschland veröffentlichen. Er arbeitete daneben für Zeitschriften der DDR-kritischen literarischen Szene und war unter anderem Redakteur der Samisdat-Zeitschrift Anschlag. Diese Aktivitäten hatten für ihn und seine Familie Repressionen und eine Bearbeitung durch das Ministerium für Staatssicherheit (MfS) zur Folge. Zu den Zersetzungsmaßnahmen des MfS gehörte auch die Inhaftierung seines Sohnes, des Fotografen Aram Radomski.
Neumann ist Mitglied der Freien Akademie der Künste zu Leipzig und Mitglied des PEN-Zentrums Deutschland und gehört zur Orpheus-Autorengruppe. 1998 hielt er die Poetikvorlesung an der Universität Dresden.

## Werke
- Die Schuld der Worte. 1979, ISBN 3-356-00228-7
- Elf Uhr. Roman. S. Fischer 1981, ISBN 3-10-051902-7[6]
- Die Klandestinität der Kesselreiniger. 1989, ISBN 3-10-051903-5
- Übungen jenseits der Möglichkeit. 1991, ISBN 3-910078-00-1
- Produktionsgewässer. 1993
- Rauch. 1993
- Feindselig. 1993
- Das Nabeloonische Chaos. 1993
- Sprechen in Deutschland. 1993
- Tunnelrede. 1996
- Dresdener Vorlesungen. 1999[7]
- Verhaftet. W.E.B. Universitätsverlag 1999, ISBN 3-933592-40-2
- Anschlag. DuMont 1999, ISBN 3-8321-4822-1
- Das Gespräch im Osten. Maldoror, Berlin 2000[8]
- Innenmauer. Gedichte. Keicher, Warmbronn 2003
- Zweite Person. Konserve, Leipzig 2013, ISBN 978-3-941827-05-9

## Auszeichnungen
- Ehrengabe der Deutschen Schillerstiftung 1992
- Uwe-Johnson-Preis 1999